# Urakusai Nagahide

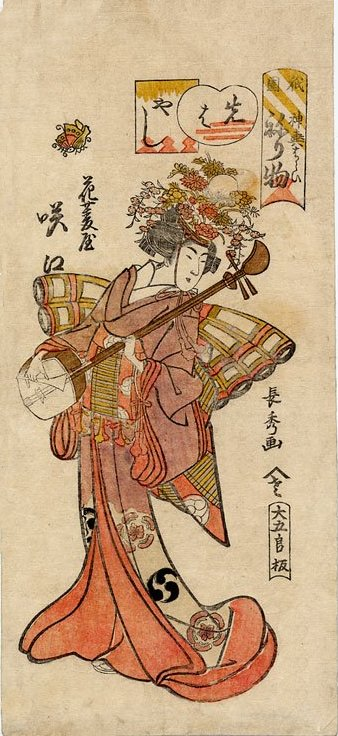
Grabado con estarcido (kappazuri) de Urakusai Nagahide titulado Sakie del Hanabishiya

Urakusai Nagahide (有楽斎　長秀) fue un diseñador de xilografías de estilo ukiyo-e que estuvo activo desde 1804 a 1848 aproximadamente. También se le conocía como Yurakusai Nagahide (有楽斎　長秀), Nakamura Nagahide (中邑　長秀 o 中村　長秀), Choshu (長秀), y como Choshusai (長秀斎). “Nagahide” y “Choshu” se escriben con el mismo kanji. La terminación “sai” quiere decir taller o sala, y muchos artistas japoneses se lo añaden o lo omiten según les parece.
Nagahide trabajó en Kyoto y en Osaka. Sus primeros grabados recuerdan a los de su maestro Ryukosai Jokei, pero también estaban influenciados por Shokosai Hanbei. Existe un cambio tan radical en el estilo de Nagahide que algunos expertos creen que el conjunto de obras firmadas "Nagahide" podrían, en realidad, haber estado creadas por dos artistas diferentes. Desde los años 1810 hasta los 1830, Nagahide fue el diseñador de grabados con estarcido (kappazuri) más prolífico, e incluso siguió produciendo kappazuri mucho después de que las xilografías a todo color (nishiki-e) se convirtiesen en el estándar. Entre sus alumnos se encuentran Nagashige, Hidekatsu, Hidekuni, Hidemari y Naniwa Nagakuni.